# Oecanthus pellucens
Espèce

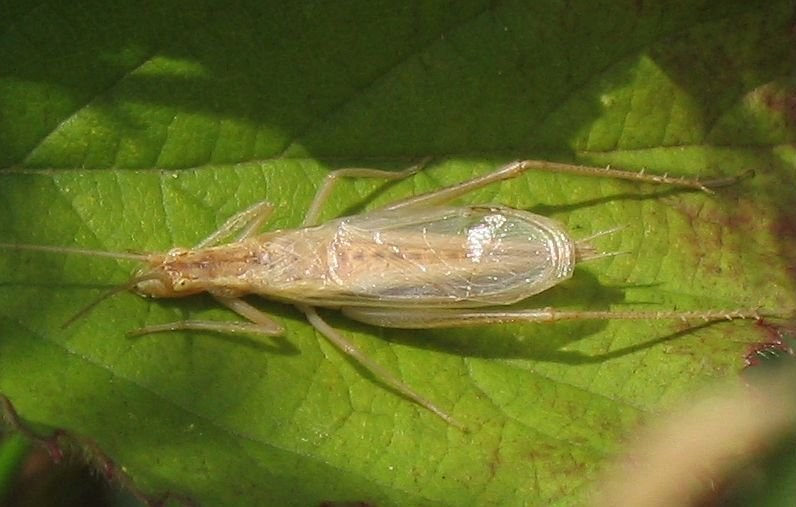
Vue dorsale d'un mâle.

Oecanthus pellucens, le grillon d'Italie, grillon transparent ou oecanthe transparent, est une espèce d'insectes orthoptères appartenant à la famille des Gryllidae.

## Description
Long de 9 à 15 mm, le corps est brunâtre, roussâtre ou grisâtre, délicat, aplati et étroit. La tête, positionnée à l'horizontale   (contrairement à celle de beaucoup d'autres orthoptères comme les Gryllus) porte deux antennes filiformes plus longues que le corps. Les tegmina (ailes antérieures plus ou moins durcies) transparents de la femelle sont plus étroits que ceux du mâle.

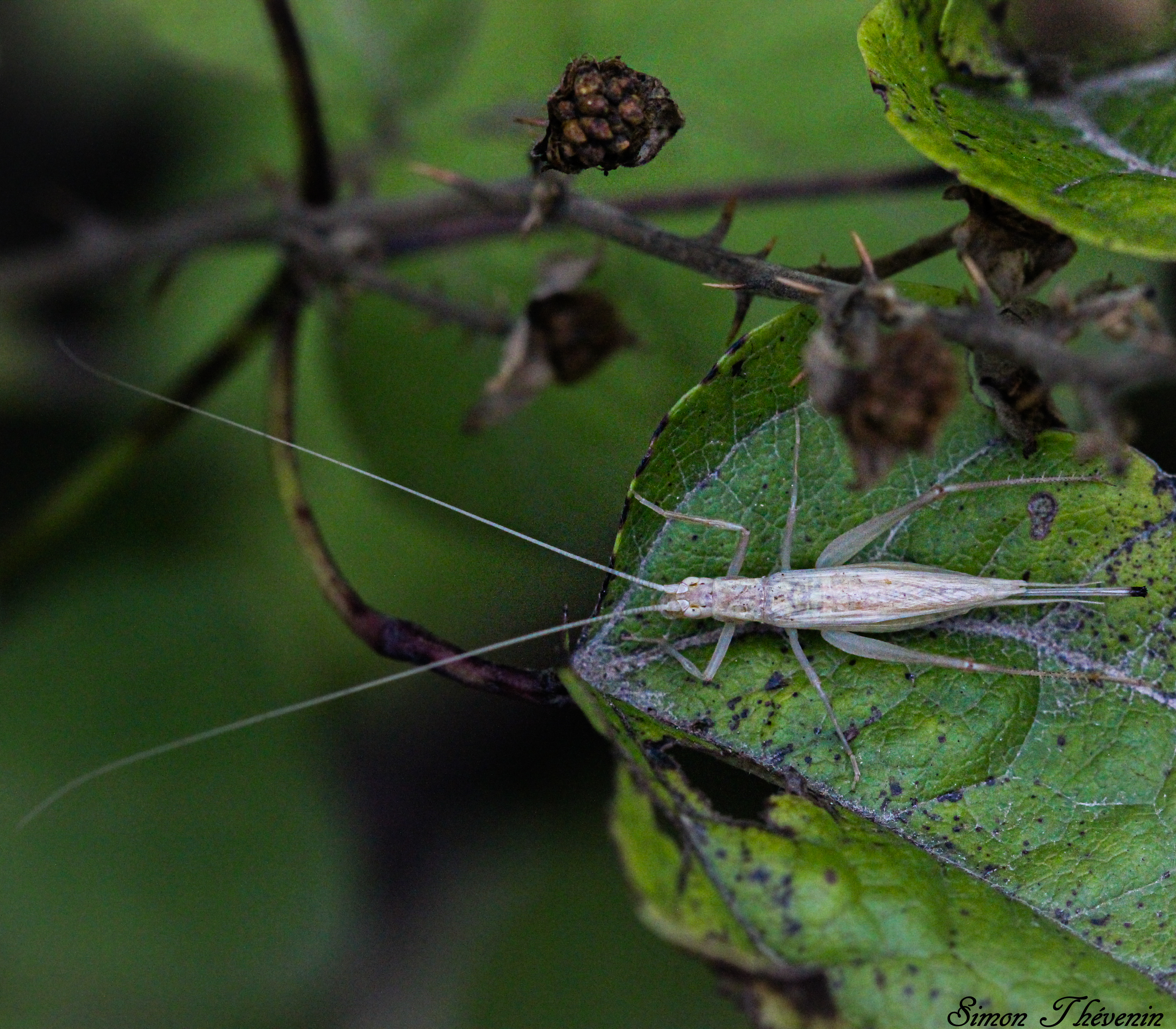
Oecanthus pellucens pellucens, vue dorsale d'une femelle à Lardiers.

## Distribution
Afrique du Nord, Proche-Orient, Asie centrale jusqu'en Mongolie, Europe du Sud, en expansion nette vers le nord de l'Europe depuis les années 1990 : présent dans le nord de la France, en Belgique, en Hollande, en Allemagne, en Suisse.

## Biologie
Vit caché dans les arbres, les buissons, les herbes hautes, les adultes de juillet à octobre ; thermophile, actif au crépuscule et la nuit, le mâle stridule harmonieusement avec force (audible jusqu'à environ 50 mètres), avec une fréquence d'émission dépendant de la température. Il est difficile à localiser (comme c'est le cas du grillon des bois). La femelle pond dans des tiges séchées. Cette espèce est capable d'un vol soutenu, ce qui facilite son expansion.